# Fashion Police
Fashion Police (literalmente: Policía de la moda) es un programa de televisión estadounidense emitido por E! desde el 10 de septiembre de 2010 a la actualidad, fue presentado inicialmente por Joan Rivers hasta su fallecimiento en septiembre de 2014, quedando como presentadores Giuliana Rancic, Kelly Osbourne, Brad Goreski y Kathy Griffin, esta última como la anfitriona principal, desde la quinta temporada (2015) por un período de 8 episodios. Desde septiembre de 2015, Melissa Rivers, hija de la fallecida Joan Rivers, tomó el lugar de la anfitriona principal, siguiendo con ella Giuliana Rancic y Brad Goreski.
El programa se emitía como un programa especial que comentaba las vestimentas de las celebridades en las diferentes alfombras rojas importantes de Hollywood (Premios Oscar De La Academia, Premios Grammy, Premios Globo de Oro, etc) pero se volvió un programa regular al ver la popularidad que tenía entre la audiencia del canal por los hilarantes comentarios de sus anfitriones, especialmente de Joan Rivers.

## Segmentos
- Los Cinco Looks De La Semana "Five looks of the week " Los cinco looks que destacaron (ya sea por buenos o por malos) en la semana entre las diferentes celebridades de Hollywood.

- Reporte Del Sujetador "Rack Report"

- Esa Perra Me Robó El Look "Bitch Stole My Look" Muestra a dos famosas que fueron vistas con el mismo vestido en diferentes o en los mismos eventos, con el fin de aclarar quién lució mejor el "look". Generalmente se hacen dos parejas de estrellas, una pareja es decidida por los anfitriones del programa, y otra, es decidida por los televidentes mediante una previa votación en línea en la página oficial del programa.

- Estrella o Callejera "Starlet or Streetwalker" Se muestran varias fotos que muestran el atuendo de la persona pero no su rostro, y entre los anfitriones discuten si la foto está retratando a una estrella del espectáculo o a una persona común que iba caminando por las calles de Los Ángeles, todos dan su veredicto, al final se quita el cuadro negro que sale en el rostro de la persona fotografiada, si es una estrella aparecerá su identidad y será ridiculizada, si es una persona común aparecerá un cuadro con la palabra Streetwalker que significa "Callejera".

- Adivíname Por Detrás "Guess Me From Behind" Se muestran fotos de la parte trasera de una estrella, y los anfitriones del programa deben tratar de adivinar quién es, cuando todos dan su opción la identidad de la estrella es revelada.

- Debo Tenerlo o Haz Que Pare "Gotta Have It Or Make It Stop" Uno de los anfitriones expone una de las tendencias que están tomando fuerza en la sociedad de las estrellas de Hollywood, y expone su punto de vista, luego todos los miembros del equipo dicen si les gustaría tenerlo en ellos porque les gusta o si deberían detenerlo porque no se ve bien.

- Lo Mejor "Best" Cada uno de los conductores del programa nomina a una estrella para que sea la mejor vestida de la semana, cuando todos han dado sus nominados Joan escoge a una de las estrellas que se convierte en la Mejor Vestida De La Semana.

- Lo Peor "Worst" Al igual que con la mejor, cada uno nomina a una estrella candidata a la peor vestida, cuando todos han dado su veredicto, Joan escoge a una de las nominadas quien es ridiculizada y se convierte en la Peor Vestida De La Semana.

## Alfombras Rojas
Fashion Police también se emite como programa especial criticando los vestuarios de las celebridades en las principales entregas de premios de Hollywood como Los Premios Del Sindicato De Actores, Los Premios Grammy, Los Premios Oscar De La Academia y Los Premios Globo De Oro,  Emmy Awards. Desde el 2009 Joan Rivers se une a Giuliana Rancic, al estilista y maquillador de celebridades del programa "Style Her Famous" de la misma cadena Jay Manuel, y a la estrella del reality show Keeping Up with the Kardashians, dueña de boutiques y famosa socialité norteamericana Khloe Kardashian. Juntos evalúan los looks de todas las estrellas asistentes a la entrega de premios y eligen a un mejor vestido y un peor vestido tanto para los hombres como para las mujeres. Actualmente es el elenco regular el que aparece en estas ediciones y en ocasiones con invitados especiales. Las ediciones especiales tienen la particularidad de incorporar la GlamCam360° que es una plataforma donde se paran las celebridades y son fotografiadas por 360 cámaras colocadas desde todos los ángulos posibles simultáneamente, y así permitir observar el look desde todas las posiciones. Esto en adición a la cobertura de E! de la alfombra roja de la entrega de premios y también de su After Party.

## Versiones

### Fashion Police México
En el 2013 se estrenó por E! México la versión mexicana del programa. Conducido por Horacio Villalobos, Olivia Peralta, Juan José Herrera e Iliana Rodríguez. Dicha versión salió al aire como iniciativa de E! para crear las versiones mexicanas de sus programas, como lo es "E! News" y "La Sopa", conducido por Eduardo Videgaray. Actualmente, en el canal E! México se emiten las dos versiones del programa.  
Hasta el primer cuatrimestre del 2014, el programa ha mantenido buenos niveles de índice de audiencia.